# Anmar Almubaraki
Anmar Almubaraki (arabisch أنمار المباركي, DMG Anmār al-Mubārakī; * 1. Juli 1991 in Basra, Iran) ist ein niederländisch-irakischer Fußballspieler.

## Karriere

### Verein
Almubaraki wurde 1991 in Basra geboren und wanderte mit seiner Familie in die Niederlande aus. In seiner Jugend spielte er für Hulzense Boys und FC Twente Enschede. Im Alter von 19 Jahren wechselte er zu Heracles Almelo und spielte dort jeweils für die erste und zweite Mannschaft. Die Saison 2012/13 und 2013/14 verbrachte er bei FC Emmen und erzielte dabei drei Tore in 47 Meisterschaftsspielen. 
Zur Saison 2014/15 wechselte er zu Telstar und wurde dort in 30 Spielen eingesetzt.
In der Sommerpause 2015 entschied sich Almubaraki für einen Wechsel in die zweite türkische Liga zu Denizlispor. Hier unterschrieb er einen Vertrag über zwei Jahre. Da versprochene Lohnauszahlungen ausblieben, löste er den Vertrag bereits im Januar 2016 auf.

### Nationalmannschaft
Almubaraki lief zu seiner Zeit bei Heracles Almelo einmal für die Irakische Fußballnationalmannschaft auf.